# Albi di Dylan Dog (1989)
Albi pubblicati del fumetto Dylan Dog nel 1989.
| Nr. | Titolo                              | Mese di pubblicazione | Soggetto             | Sceneggiatura        | Disegni              | Copertina     |
| --- | ----------------------------------- | --------------------- | -------------------- | -------------------- | -------------------- | ------------- |
| 28  | Lama di rasoio                      | gennaio               | Tiziano Sclavi       | Tiziano Sclavi       | Ferdinando Tacconi   | Claudio Villa |
| 29  | Quando la città dorme               | febbraio              | Medda, Serra & Vigna | Medda, Serra & Vigna | Montanari & Grassani | Claudio Villa |
| 30  | La casa infestata                   | marzo                 | Tiziano Sclavi       | Tiziano Sclavi       | Claudio Castellini   | Claudio Villa |
| 31  | Grand Guignol                       | aprile                | Tiziano Sclavi       | Tiziano Sclavi       | Luigi Piccatto       | Claudio Villa |
| 32  | Ossessione                          | maggio                | Tiziano Sclavi       | Tiziano Sclavi       | Montanari & Grassani | Claudio Villa |
| 33  | Jekyll!                             | giugno                | Tiziano Sclavi       | Tiziano Sclavi       | Corrado Roi          | Claudio Villa |
| 34  | Il buio                             | luglio                | Claudio Chiaverotti  | Claudio Chiaverotti  | Pietro Dall'Agnol    | Claudio Villa |
| 35  | La scogliera degli spettri          | agosto                | Medda, Serra & Vigna | Medda, Serra & Vigna | Carlo Ambrosini      | Claudio Villa |
| 36  | Incubo di una notte di mezza estate | settembre             | Claudio Chiaverotti  | Claudio Chiaverotti  | Montanari & Grassani | Claudio Villa |
| 37  | Il sogno della tigre                | ottobre               | Luigi Mignacco       | Luigi Mignacco       | Luigi Piccatto       | Claudio Villa |
| 38  | Una voce dal nulla                  | novembre              | Luigi Mignacco       | Luigi Mignacco       | Montanari & Grassani | Claudio Villa |
| 39  | Il Signore del Silenzio             | dicembre              | Giuseppe Ferrandino  | Giuseppe Ferrandino  | Giampiero Casertano  | Claudio Villa |

## Lama di rasoio
Venite nel ridente sobborgo di Stepford, un sobborgo di Londra dove gli uomini vanno al lavoro e le donne cucinano per i loro mariti e tengono la casa sempre in ordine. E dove un feroce serial killer sparge morte con il suo rasoio.
- L'albo trae spunto dal romanzo di Ira Levin La fabbrica delle mogli.
- L'albo cita in numerose occasioni il film Blade Runner.

## Quando la città dorme
L'episodio è un intero omaggio alla serie cinematografica Nightmare. Una strana entità uccide delle persone mediante i loro sogni, tra le vittime c'è pure l'ispettore Bloch, che riuscito a svegliarsi in tempo, chiede aiuto all'amico Dylan Dog.
- Curiosita: uno dei personaggi si chiama Fred Englund, il nome sembrerebbe la combinazione tra Freddy Krueger (protagonista di tutti i film Nightmare) e Robert Englund, l'attore che lo interpreta

- Curiosità: in una sequenza onirica Dylan affronta un uomo deforme che si tramuta orribilmente in una mosca gigante che lo insegue sputando acido corrosivo. Ciò non è altro che una citazione del film La Mosca, di David Cronenberg.

## La casa infestata
La giovane vedova Shelly Lloyd, madre del piccolo Danny Lloyd, è vittima di fenomeni di poltergeist nella propria casa. Vi sono anche manifestazioni del marito Jack Lloyd, violento e ammalato di nervi, che si suicidò in maniera terribile provocando la sua decapitazione. Shelly chiamerà ad indagare Dylan Dog, nonostante il parere contrario del fidanzato medico Jeff Jones.
- L'intera storia è una citazione del film Shining, di Stanley Kubrick; il bambino Danny Lloyd ha persino il nome e le fattezze del giovane attore Danny Lloyd, mentre il folle Jack Lloyd ha le fattezze di Jack Nicholson. Invece Shelly, nonostante il nome richiami quello dell'attrice Shelley Duvall, non ne ha le fattezze. Vi sono anche diversi riferimenti al film Schock, di Mario Bava.

## Grand Guignol
Il padrone di casa di Dylan Dog è proprietario di un teatro con tematiche splatter in omaggio al vecchio "Grand Guignol". Con un ricatto riesce a costringere Dylan Dog ad abitare proprio nel teatro in modo da sponsorizzarlo mettendo in giro la voce che il teatro sia infestato dai fantasmi.
- Quando il dottor Dupont, nella recita teatrale iniziale, dice che ha capito "Che la scienza non puoi regalarla alla gente, se non vuoi ammalarti dell'identico male", cita le parole della canzone Un Medico di Fabrizio De André contenuta nell'album Non al denaro non all'amore né al cielo.

## Ossessione
Il serial killer noto come il "Vedovo Nero", Lawrence Price, è stato incastrato da una cara amica di Dylan, Julie Brown, una giovane e scaltra poliziotta, la quale però decide di abbandonare il mestiere dopo la cattura dell'omicida, diventando una detective privata. Nel frattempo l'assassino viene giustiziato, ma la ragazza continua a sentirsi minacciata proprio da Price, il quale tenta più volte di ucciderla senza successo. Dylan Dog indaga su questo caso particolare: sarà che la donna sta lentamente sprofondando nella pazzia? L'assassino è realmente risorto? O forse ha solamente una notevole quantità di sosia?
- L'antagonista di turno viene colpito ai testicoli dalla detective Julie Brown per ben due volte: la prima con una ginocchiata, la seconda con un potente calcio. Insieme all'albo n.115 ("L'antro della belva") questa storia raggiunge così il record di colpi bassi presenti in un'avventura di Dylan Dog.

## Jekyll!
Dylan Dog ha a che fare col professor Jekyll, costretto, suo malgrado, a sopportare il peso di un nome ingombrante. È proprio lui, come il suo famoso omonimo, a seminare il terrore nei vicoli di Londra, tramutandosi in un moderno Mr. Hyde?
- In una pagina di un giornale è scritto "Disegni di Conrad Roy", un’anglificazione del nome di Corrado Roi, il disegnatore dell’episodio.

## Il buio
Dylan Dog, assunto dalla bella Kelly Walsh, deve affrontare il terribile Mana Cerace, un essere demoniaco che vive nel buio e che si nutre della paura e dell'odio delle persone che lo invocano. Mana Cerace poco prima di scomparire rivela: «...sono il buio, vengo dal buio, vado nel buio... ...ma tornerò...Oh, sì, tornerò...ci sarà sempre qualcuno che mi evocherà, con il suo terrore o con la sua follia... ...potrò chiamarmi Philip Crane, o Mana Cerace, o in mille altri modi... Ma il mio nome è uno solo, Dylan, e tu lo sai... ...il mio nome è incubo... ...e sono il tuo... ...migliore... ...amico...»
- Mana Cerace ricomparirà negli albi 68 e 411 della serie regolare e nel Color Fest 3.

## La scogliera degli spettri
Dylan si ritrova a indagare su un omicidio avvenuto in una casa abitata da due anziane sorelle, costruita a strapiombo su una scogliera. Su questa scogliera si aggira inoltre un uomo gigantesco, assai minaccioso.
- La trama della storia ricalca (seppur con sostanziali differenze di trama) il film del 1962, Che fine ha fatto Baby Jane?.
- Nel Club dell'Orrore viene fatto riferimento al film del 1943, La Casa sulla Scogliera come ulteriore richiamo cinematografico minore.

## Incubo di una notte di mezza estate
Dylan Dog indaga su degli strani omicidi che sembrerebbero essere compiuti da dei manichini, come asserisce Vicky Connery, una ragazza che ha assistito ad un rituale con sacrificio umano nei pressi di Stonehenge. Quest'ultima trova protezione in Dylan Dog essendo perseguitata proprio da uno dei manichini assassini.

## Il sogno della tigre
Dylan indaga su degli omicidi le cui vittime, membri di bande di teppisti, sembrerebbero come sbranati da un animale feroce. Seline, ragazza tedesca che da bambina è stata rapita da una tigre, è convinta di essere una tigre mannara e che sia lei a compiere gli omicidi.

## Una voce dal nulla
Dylan Dog indaga sulla morte di James Matheson, ucciso, pare accidentalmente, durante una battuta di caccia nel bosco di Darkhole. In seguito alla morte, la moglie e alcuni amici ricevono strane telefonate in cui pare sia proprio il defunto a parlare all'altro capo del telefono.

## Il Signore del Silenzio
A dorso di una lepre un misterioso personaggio dall'aspetto biblico percorre i secoli recando un'orrenda rivelazione intorno all'esistenza dell'uomo. Una verità così atroce sul senso della vita da indurre tutti coloro che ne vengano a conoscenza ad uccidersi. Ma ancora oggi e tra gli amici di Dylan Dog stesso si trovano dei 'pazzi' pronti a correre il rischio della follia e della morte pur di venire a capo delle loro inquietudini, drammi e solitudini. Di fronte al dramma dell'esistenza persino individui sotto ogni altro aspetto ripugnanti come un mercenario di guerre tribali, o un teppista tossicomane finiscono con l'assumere una statura tragica che ce li fa compiangere.